# Much Ado About Mousing
«Much Ado About Mousing» (с англ. — «Много шума из-за мышонка», «Кое-что о ловле мышей») — 131-й эпизод в серии короткометражек «Том и Джерри». Название серии представляет собой искажённое название комедии Уильяма Шекспира «Много шума из ничего». Дата выпуска: 24 мая 1964 года. Это 4-я серия из 34 эпизодов Чака Джонса.

## Сюжет
На рыбалке, Том использует сыр в качестве наживки, которой он поймал Джерри, находившегося в норе на лодке через гавань. Том видит, как Джерри барахтается как рыба и он хочет ударить его молотком, но Джерри подсовывает его руку и Том лупит по ней, сделав себе больно. Том взлетел от боли и в полете преследует Джерри, но врезается в забор став как круг. Том продолжает поиски Джерри, который спрятался во рту Спайка. Том раскрывает пасть Спайку, но ловит не Джерри, а язык Спайка, который он сворачивает в рулет и помещает назад ему в пасть, чтобы загладить вину. Том убегает, но Спайк просыпается, ловит Тома за хвост и сворачивает его в шар, которым он сбивает мусорные баки как кегли и тонет в море. Том натыкается на краба и от боли летит вверх и сбрасывает его обратно в море. Том, увидев ловца собак, который ловит маленькую собаку без лицензии, тянет за его сачок и направляет к Спайку, чтобы его отловили. Спайка поймали, но Джерри в сарае находит пилу и спиливает ручку от сачка, чтобы его освободить. Спайк оказывается на свободе. Спайк дает Джерри собачий свисток, чтобы защищаться от Тома. Том, спрятавшись за забором, смог поймать Джерри, но он издал свист, чтобы спастись от него. Когда Спайк застал Тома, чтобы тот отпустил Джерри, но Том издает свист изо рта, поскольку Джерри был у него во рту. Джерри предлагает Спайку расправиться с Томом и Спайк от него избавляется, как и с первой попытки. Том, сидя на заборе, с осторожностью надевает наушники Спайку, чтобы он ничего не слышал. Когда Том проводит со Спайком эксперимент с деревянной вертушкой, не услышит ли он её. Спайк ничего не услышал. Стоило Тому только обрадоваться, Джерри показал ему наушники. Том закричал и подумал, что Джерри украл наушники со Спайка и Том решает себя наказать. Том в третий раз оказывается в море, нацепив себе на хвост краба. Джерри в наушниках идет к Спайку и ложится с ним поспать.